# Geoffrey Miller
Geoffrey Franklin Miller (Cincinnati, 1965) és un psicòleg evolucionista estatunidenc que actualment treballa com a professor de psicologia a la Universitat Estatal de Nou Mèxic. Conegut per la seva recerca en la selecció sexual en humans i l'evolució de la intel·ligència humana, i per les seves teories sobre com l'evolució del cervell humà es desenvolupa per la selecció sexual com a caràcter sexual secundari.

## Trajectòria
El 1987, Miller es va graduar a la Universitat de Colúmbia i el 1993 es va doctorar en Psicologia Cognitiva a la Universitat Stanford.
Entre 1992 i 1994, va treballar com a investigador de postgrau al grup sobre sistemes adaptatius a l'School of Cognitive and Computing Sciences de la Universitat de Sussex, i el 1995 al departament de psicologia de la Universitat de Nottingham. Entre 1996 i 2000 fou membre del Centre for Economic Learning and Social Evolution del University College de Londres.

## Pensament
L'origen de l'obra de Miller va ser l'observació teòrica de Charles Darwin que l'evolució no es condueix només per la selecció natural sinó pel procés anomenat selecció sexual. En suport als seus punts de vista sobre la selecció sexual en humans va escriure el llibre The Mating Mind: How Sexual Choice Shaped the Evolution of Human Nature, en considerar que les preferències humanes d'apariament, el comportament a l'hora de festejar, la genètica del comportament i l'ornamentació del cicle biològic donen suport al valor de la supervivència de trets relacionats amb la selecció sexual, com l'art, la moralitat, el llenguatge i la creativitat. Afirma que els caràcters del disseny adaptatiu suggereixin que van evolucionar per l'aparellament mutu pels dos sexes per anunciar la intel·ligència, creativitat, qualitat moral i l'aptitud heretable. També cita el model de selecció sexual runaway de Fisher per a explicar fenòmens com el plomatge del paó blau en haver-se format per un circuit de retroalimentació positiva a través de la selecció sexual.
En un article titulat «What should we be worried about?» tractà l'eugenèsia a la Xina i com Deng Xiaoping va instigar la política de fill únic «parcialment per aturar el creixement poblacional però també per reduir la fertilitat disgènica». Ha defensat que si la Xina té èxit, i atesa la «loteria» de la genètica mendeliana, potser incrementaria el quocient intel·lectual de la seva població per 5-15 punts per generació.
En el seu llibre de 2009, Spent: Sex, Evolution and the Secrets of Consumerism, Miller va usar el darwinisme per a explicar com el consumisme i el màrqueting exploten els instints heretats per a exhibir el nostre estatus social per avantatge reproductiu. Miller sosté la tesi que el màrqueting persuadeixi la gent, i especialment els joves, i que la manera més efectiva per a exhibir l'estatus està en les eleccions del consum a fi d'expressar trets com la intel·ligència i la personalitat en lloc d'usar formes de comunicació més naturals, com la simple conversa.
Els interessos clínics de Miller se centren l'aplicació de la teoria d'indicadors de l'aptitud per a entendre els símptomes, la demografia i el comportament genètic de l'esquizofrènia i els trastorns de l'estat d'ànim. També abasten els orígens de les preferències humanes, l'estètica, les funcions d'utilitat, el comportament humà estratègic, la teoria de jocs, els experiments econòmics, els efectes de l'ovulació en les preferències d'aparellament en femelles i els llegats intel·lectuals de Friedrich Nietzsche i Thorstein Veblen.